# 마이 뉴욕 다이어리
《마이 뉴욕 다이어리》(영어: My Salinger Year 혹은 My New York Year)는 2021년에 개봉한 캐나다와 아일랜드의 드라마 영화이다. 필리프 팔라르도가 감독과 각본을 맡았다. 캐나다와 미국에서는 2021년 3월 5일에, 대한민국에서는 2021년 12월 9일에 개봉되었다.

## 줄거리
조애나는 작가를 꿈꾸며 뉴욕에서 가장 오래된 작가 에이전시에 입사해 CEO인 마거릿의 조수로 일하게 된다. 조애나의 일은 〈호밀밭의 파수꾼〉을 쓴 저자 J. D. 샐린저의 팬레터에 작가는 편지를 받지 않는다는 내용의 답장을 일괄적으로 보내는 것이다. 하지만 팬레터를 읽으면서 그들에게 진심 어린 답장을 보내야 되지 않나 고민하게 되는데...

## 출연진
- 마거릿 퀄리 - 조애나 역
- 시고니 위버 - 마거릿 역
- 더글러스 부스 - 돈 역
- 쇼나 커즐레이크 - 제니 역
- 브라이언 F. 오번 - 휴 역
- 콜름 피오 - 대니얼 역
- 테오도르 펠르랭 - 윈스턴세일럼의 소년 역
- 야니크 트뤼즈델 - 맥스 역
- 레니 파커 - 팸 역
- 엘런 데이비드 - 취업 알선 중개인 역
- 팀 포스트 - J. D. 샐린저 역

## 기타 제작진
- 총괄 제작: 메리 제인 스캘스키